# Remigia submundana
Remigia submundana är en fjärilsart som beskrevs av Embrik Strand 1917. Remigia submundana ingår i släktet Remigia och familjen nattflyn. Inga underarter finns listade.